# Бри-сюр-Марн
Бри-сюр-Марн (фр. Bry-sur-Marne) — деревня во французском департаменте Сены, в 8 км на восток от Парижа и в 3 км на север от Шампиньи-сюр-Марн, на восточном берегу Марны.

## История
Представляла 30 ноября и 2 декабря 1870 года вместе с Шампиньи-сюр-Марн один из главных пунктов, откуда были предприняты кровопролитные вылазки французов против позиции немцев. 2 декабря, на рассвете, эта деревня, остававшаяся с 30 ноября в руках французов, была снова занята немецким войском.